# Manfred Schmid
Manfred Schmid (ur. 6 czerwca 1944 w Liezen) – austriacki saneczkarz, dwukrotny medalista igrzysk olimpijskich oraz wielokrotny medalista mistrzostw świata i Europy.

## Kariera
W 1964 roku wystąpił na igrzyskach olimpijskich w Innsbrucku, zajmując dziewiąte miejsce w jedynkach. Na rozgrywanych cztery lata później igrzyskach w Grenoble wywalczył dwa medale. Najpierw zwyciężył w jedynkach, wyprzedzając dwóch Niemców: Thomasa Köhlera i Klausa Bonsacka. Parę dni później w parze z Ewaldem Walchem zajął drugie miejsce w dwójkach. Startował także na igrzyskach olimpijskich w Sapporo w 1972 roku i rozgrywanych cztery lata później igrzyskach w Innsbrucku, zajmując odpowiednio siódme i piąte miejsce w obu konkurencjach. Wielokrotnie zdobywał medale mistrzostw świata: złote w dwójkach na MŚ w Königssee (1969) i MŚ w Königssee (1970), srebrne w dwójkach na MŚ w Hammarstrand (1967) i MŚ w Olang (1971) oraz jedynkach na MŚ w Königssee (1969) i MŚ w Hammarstrand (1975), a także brązowy w jedynkach podczas MŚ w Imst (1978). W Pucharze Świata jeden raz stał na podium w klasyfikacji generalnej zajmując w sezonie 1977/1978 trzecie miejsce w jedynkach.
Zdobył też pięć medali na mistrzostwach Europy: srebrne w dwójkach na ME w Imst (1971) i jedynkach na ME w Hammarstrand (1974) oraz brązowe w jedynkach na ME w Imst (1971) i ME w Königssee (1973) oraz w dwójkach na ME w Hammarstrand (1970).
Podczas ZIO 1972 był chorążym reprezentacji Autrii. W 1996 roku otrzymał Odznakę Honorową za Zasługi dla Republiki Austrii.

## Osiągnięcia

### Igrzyska olimpijskie
| Rok  | Miejsce   | Jedynki | Dwójki |
| ---- | --------- | ------- | ------ |
| 1964 | Innsbruck | 9.      |        |
| 1968 | Grenoble  | 1.      | 2.     |
| 1972 | Sapporo   | 7.      | 7.     |
| 1976 | Innsbruck | 5.      | 5.     |

### Puchar Świata

#### Miejsca na podium w klasyfikacji generalnej
| Sezon     | Miejsce |
| --------- | ------- |
| 1977/1978 | =3.     |